# 志賀氏菌屬
志賀氏菌属（学名：Shigella）通稱志賀菌或者痢疾桿菌，为肠杆菌目肠杆菌科的一属，是一類革蘭氏陰性、不活動、不產生孢子的桿狀細菌，可引起人和其他哺乳類動物的細菌性痢疾。1897年，由日本細菌學家志賀潔發現。

## 種類
本屬包含四個種，即四個血清型，從生化角度來說難以將本屬與大腸桿菌區分。從基因序列來看，它也屬於大腸桿菌的品系。從病理學角度上，大腸桿菌也有一些菌株（肠道出血性大肠杆菌）可分泌同类毒素，造成類似的細菌性痢疾。但出於避免醫學界的混淆考慮，仍沿用舊有名稱。
它會製造一種能殺死細胞的毒素，稱為志賀毒素，可造成出血性腹瀉。
- 鮑氏志賀氏菌 Shigella boydii Ewing 1949
- 痢疾志賀氏菌 Shigella dysenteriae (Shiga 1897) Castellani and Chalmers 1919
- 弗氏志賀氏菌 Shigella flexneri Castellani and Chalmers 1919
- 索氏志賀氏菌 Shigella sonnei (Levine 1920) Weldin 1927

## 外部連結
- 微生物免疫學-Shigella(志賀氏菌屬) （页面存档备份，存于）